# Džungarija
Džungarija je zemljopisna regija na sjeverozapadu Kine, koja čini sjevernu polovicu kineske pokrajine Xinjiang, te se djelomično prostire u zapadnu Mongoliju i istočni Kirgistan. Formalno naziv ove regije je kroz povijest obuhvaćao različito područje, ovisno o tadašnoj političkoj situaciji. 
U središtu Džungarije nalazi se pustinja Gurbantunggut trokutastog oblika, koju okružuju planine Tian Shan na jugu, Altaj na sjeveroistoku i Tarbagatai na sjeverozapadu. Tri vrh trokuta se relativno otvorena. Na zapadnom vrhu trokuta nalaze se Džungarijska vrata, istočni vrh povezuje regiju s kineskom pokrajinom Gansu. Na jugu prijelaz vodi iz grada Urumqi u Turfansku depresiju. 
Na sjeveru Džungarije nalazi se planinski lanac Tian Shan koji je dijeli zavalu Junggar, u kojoj se nalazi Džungarija, od Tarimske zavale.
Veća naselja u ovoj regiji su glavni grad pokrajine Xinjiang Urumqi, te gradovi Yining i Karamai.
Džungarski kanat bio je kanat u unutrašnjosti Azije porijeklom iz Ojrat Mongola.